# انریک پی
انریک پی (انگلیسی: Enric Pi؛ زادهٔ ۲۰ مهٔ ۱۹۸۳) بازیکن فوتبال اهل اسپانیا است.
از باشگاه‌هایی که در آن بازی کرده‌است می‌توان به باشگاه ورزشی اروپا اشاره کرد.